# テルモギュムノモナス・アキディコラ
テルモギュムノモナス・アキディコラ (Thermogymnomonas acidicola) は箱根温泉より発見された、好熱・好酸・偏性好気性の古細菌である。学名は、好熱性で細胞壁を持たないこと、酸性環境に生息することから命名された。
2007年、箱根の温泉余土から発見、記載された。性質や形態はThermoplasmaに似るが、そこまで好酸性は強くなく、また鞭毛は持たないこと、偏性好気性であることが異なる。細胞サイズは1～3μm（最大8μm）程度で、Thermoplasma同様細胞壁を持たず不定形。時に集合、連鎖する。
至適増殖温度は60°C、pHは3.0程度。好気条件下、酵母エキス、グルコースあるいはマンノースを含んだ培地で増殖する。偏性好気性の化学合成従属栄養生物である。
科の分類は未確定であるが、系統的にはテルモプラズマの他3科何れとも比較的離れており、新科相当と考えられている。